# Venus (Teksas)
Venus je gradić u američkoj saveznoj državi Teksas. Prema popisu stanovništva iz 2010. u njemu je živjelo 2.960 stanovnika.